# Триголо
Триголо (итал. Trigolo) је насеље у Италији у округу Кремона, региону Ломбардија.
Према процени из 2011. у насељу је живело 1676 становника. Насеље се налази на надморској висини од 71 м.

## Становништво
Према резултатима пописа становништва 2011. у општини је живело 1.760 становника.
| 1931. | 1936. | 1951. | 1961. | 1971. | 1981. | 1991. | 2001. | 2011. |
| ----- | ----- | ----- | ----- | ----- | ----- | ----- | ----- | ----- |
| 2.831 | 2.759 | 2.579 | 2.002 | 1.676 | 1.671 | 1.712 | 1.680 | 1.760 |